# عین زاریت
عین زاریت (به عربی: عین زاریت) یک شهرداری در الجزایر است که در استان تیارت واقع شده‌است. عین زاریت ۸٬۱۳۹ نفر جمعیت دارد.